# バトルフィールド2142
『バトルフィールド2142』（Battlefield 2142, 略称：BF2142）は、エレクトロニック・アーツより2006年10月20日に発売されたファーストパーソン・シューティングゲーム（FPS）。氷河期が訪れ、有用な土地や資源の多くが失われてしまった（架空の）未来の、アジア連合軍（PAC）とヨーロッパ連合（EU）間での戦争を舞台としている。

## 概要
登場兵科は前作よりも減り、突撃兵・工兵・援護兵・偵察兵の4種類となった。しかし、前作である『BF2』よりもアンロック装備の数が増え、何をどのような順序でアンロックするかによっては、より行動の幅が広がったと言える。ただし、アンロック装備が何もない状態では、ナイフと兵科毎のメインウェポン・サブ装備（ハンドガンあるいはサブマシンガン）しか装備することができない。アンロックを行うことにより手榴弾・光学迷彩・除細動器・その他強力なメインウェポンなど、全40種のアンロック装備が用意されており、また、それをカスタマイズすることによって同じ兵科でも何通りかの異なった特性を持つことができる。
また、従前からあるコンクエストモードに加え、新たなモードとしてタイタンモードが加わった。このタイタンモードは、上空に浮かぶ要塞「タイタン」をどちらの陣営が先に破壊出来るかを争うモードで、地上拠点奪取で自動発射されるようになるミサイル攻撃でタイタンを覆うバリアを破壊し、その後隊員が直接相手のタイタンに乗り込み、内部にある「コア」を隊員が破壊する事で勝利となる。

## 指揮システム
司令官システム
『BF2』と概ね同じであるが、司令官のみが使える支援コマンドが一部異なる。『BF2』で可能だった車両の投下は無くなったが、代わりに被弾した電子機器の機能を一定時間奪える（行動不可にする）EMP砲撃が使用可能となった。
分隊システム
こちらも『BF2』と概ね同じであるが、分隊長しか使えないアンロックアイテムが追加されている。分隊長が死亡しても設置地点からリスポーン可能なビーコン（また、『NS』の追加ロックを解除することで再出撃時間を-3秒する上位互換モデルも使用可能）・近くに隠れている敵兵を偵察するドローン・周辺の敵を半自動で攻撃するドローンの3種である。ただし、各種隊長専用アンロックアイテムは、自分の分隊を構成する人数によって使用に制約を受ける。
自分以外に1名以上分隊員がいる場合に、攻撃もしくは防御指令が出ている地点を制圧したり、付近の敵を倒す事で分隊員・分隊長共にボーナスポイントが付与される。更に、司令官からの指示を遂行した場合は分隊長に「隊長サクセスポイント」としてポイントが付与される。
また、分隊員のスポット情報は分隊内全員で共有する（たとえば工兵のアンロックIDを所持した分隊員が敵兵器の発見報告を行った場合そのIDの固有機能=この場合敵兵器の耐久力が全分隊員に報告され一定時間内に視認した場合HUDに表示される）。

## 兵科
突撃兵
デフォルトの装備は拳銃とアサルトライフルと救急キット。
アンロックは、前衛タイプがHerzog AR-Shotgun（アドオン式ショットガン）・NetBat Infantry ID（敵兵科探知機）・PK-74 AR-Rocket（アドオン式ロケット）・Baur H-AR（重アサルトライフル）。後衛タイプがAED-6 Defibrillator（除細動器）・Advanced Med Hub（効能2倍の救急キット）・SG-34 Grenade（煙幕手榴弾）・Voss L-AR（軽アサルトライフル）となっている。 NS追加武装はLNDT-F04（追加マガジン。ライフルとアドオン式火器の両方のマガジン数を+1し、アドオン式火器の装填数も+1する）・CM3-N Rader Grenade（上位互換煙幕手榴弾。投擲すると薄い煙幕を張りながら飛んで行き、投擲後約3秒で濃密な煙を吐き出す。また、その際に12秒間半径40mのエリアにUAV効果が現れる）。
工兵
デフォルトの装備はサブマシンガンとロケットランチャーと溶接機。
アンロックは、前衛タイプがAE Defuser（爆発物除去機）・NetBat Vehicle ID（スポットした敵兵器の耐久力をHUDに表示）・PDS-1（設置式兵器探知ソナー）・Pilum H-AVR（対装甲ライフル）・後衛タイプがII-14 EMP（EMP地雷）・DysTek Repair v2.0（修理能力向上の溶接機）・II-29 Motion Mine（自律誘導地雷）・Mitchell SAAW 86（地対空ミサイル）となっている。 NS追加武装はMMB-5 Motion Mine Balt（爆発物誘引手榴弾。投擲すると周囲のII-29 Motion Mineを引きつけて自爆、II-29を無効化する。範囲はモーションマインのそれより狭まるが対人地雷・EMP地雷・爆薬も無効化可能。ただし、爆薬以外は誘爆するため注意が必要）・SMG Clip Expansion（サブマシンガンの装弾数+10）。
援護兵
デフォルトの装備は拳銃と軽機関銃と弾薬キット。
アンロックは、後衛タイプがV5 EMP Grenade（EMP手榴弾）・NetBat Active Camo ID（光学迷彩を使用中の敵偵察兵を探知）・A12 Enforcer Sentry Gun（設置式自動機銃）・Ganz HMG（重機関銃）。支援タイプがIPS Shield（小型シールドユニット）・Advanced Ammo Hub（補充速度向上の弾薬キット）・Dys tek Pulse Meter（中距離までの敵を探知しHUDに表示するが探知時の位置を表示するだけでリアルタイム表示ではない）・Clark 15B（ショットガン）となっている。 NS追加武装はIDS-1（対歩兵ソナー。半径40m以内の敵兵士をマップ上に表示する）・ESP　CLARK-12 RDX（爆発物投射機。ショットガンの弾薬変更モデルとなっているがショットガンを装備する必要はない。至近距離で2発炸裂すれば敵兵の殺傷も爆発物の誘爆も可能）。
偵察兵
デフォルトの武器は拳銃と狙撃銃。
アンロックは、後衛タイプがAPM（対人地雷）・DysTek Hi-Scope x4（四倍可変ズームスコープ）・Gruber 5 Stabilizer（手ぶれ補正）・Zeller-H Advanced Sniper Rifle（大口径狙撃銃）。前衛タイプがRDX DemoPak（リモコン爆薬）・NetBat Fade Delay（スポットした敵兵士を長時間HUDに菱形で表示する）・IT-33 Actice Camouflage（光学迷彩）・Lambert Carbine（カービン）となっている。 NS追加武装はDS-22 スナイパーデコイ（設置すると300秒間設置した本人が50m以内にいる場合はスポットされてもデコイ側に強制的にスポット座標が移る。50m以上離れると設置者とデコイ両方が探知される）・TL-S1C（上位互換光学迷彩）。

## 拡張パック
Battlefield 2142Northern Strike
略称：NS
3種類の戦場（ルーデンドルフ橋「Bridge at Remagen」・タイタンドック「Port Bavaria」・ライプツィヒ「Liberation of Leipzig」）・2種類のビークル（重装歩兵戦闘車「Goliath」・ホバリング軽歩兵戦闘車「Hachimoto」）・2種類のゲームモード（「Assault Line」・市街地を舞台としたタイタンモード）・10種類のアンロックアイテム・他にもバッジやリボンなど豊富な要素を追加。こちらは、ストアでのダウンロード方式とパッケージ版が用意されている。しかし、パッケージにはデータが含まれたCDまたはDVDがあるわけではなく、プリペイドコードが1枚同封されているだけである。

## その他
ゴライアス
EU陣営側に登場する重装甲歩兵戦闘車。装甲板を自動で修理する修理セルと操縦者を含めて5人まで搭乗可能な銃座、車体後部近くの味方兵士に対して補給を行う自動給弾、治療システムを持つほかゲーム内では移動式リスポーンポイントとして使用可能。